# Philipp Jakob Spener

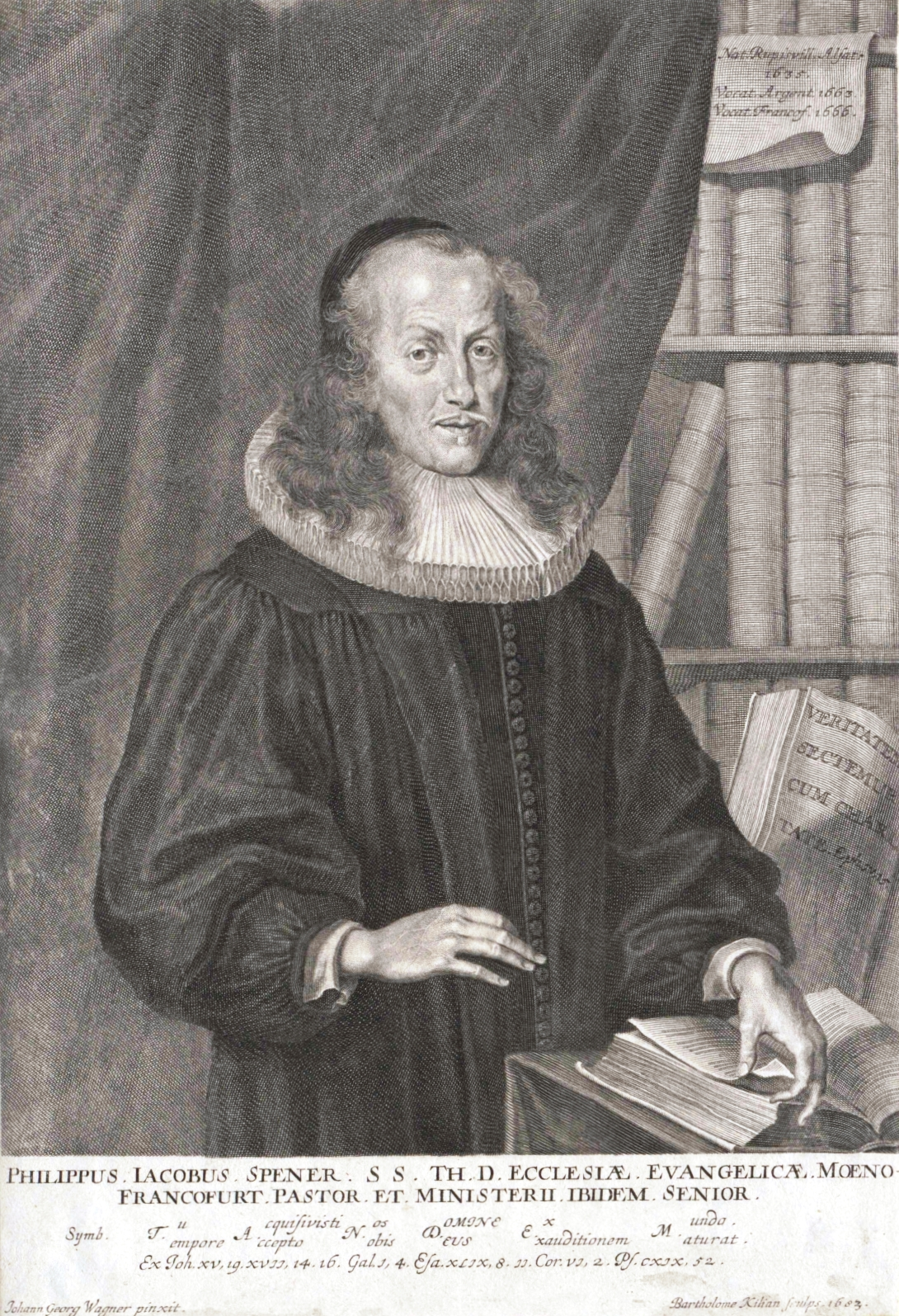
Philipp Jacob Spener

Philipp Jakob Spener (Ribeauvillé, 13 januari 1635 - Berlijn, 5 februari 1705) was een Duits luthers theoloog en predikant die geldt als de grondlegger van het Duitse piëtisme.
Spener studeerde theologie in Straatsburg. Na zijn studies werd hij in 1666 predikant in Frankfurt am Main. In 1675 publiceerde Spener zijn werk Pia desideria waarin hij pleit voor de ernstige en grondige studie van de Bijbel in particuliere bijeenkomsten, hernieuwde aandacht voor de bediening van leken, de verbinding tussen leer en leven, terughoudendheid en liefdevolle omgang in theologische disputen, hervorming van de predikantsopleiding en meer praktische prediking gericht op bekering.